# Одоевский, Фёдор Иванович
Фёдор Ива́нович Одо́евский (ум. после 1497) —  удельный князь Одоевский, сын князя Ивана Юрьевича Одоевского.

## Биография
После смерти Ивана Юрьевича Одоевского его сыновья Фёдор, Михаил и Василий Кривой разделили между собой отцовский удел, каждый получил треть наследства.
Фёдор Иванович Одоевский вёл междоусобную борьбу за главенство в Одоевском княжестве со своими двоюродными братьями, князьями Иваном, Петром и Василием Семёновичами, перешедшими на русскую службу. Братья Фёдор и Михаил Ивановичи сохранили верность великому князю литовскому, а Василий Кривой перешёл на службу к великому князю московскому Ивану III Васильевичу. 
В 1492 году князья Иван, Василий и Пётр Семеновичи Одоевские, воспользовавшись отсутствием своего двоюродного брата Фёдора Ивановича, напали на город Одоев, разграбили казну и захватили в плен его мать (свою тётку). Не получив никакой помощи от Великого княжества Литовского, Фёдор Иванович вынужден был перейти на русскую службу. В 1494 году в Москве был заключён договор о «вечном мире» между Русским государством и Великим княжеством Литовским, по условиям которого большая часть Верховских княжеств, в том числе и Одоевское княжество, были включены в состав Великого княжества Московского. 
В 1497 году князь Фёдор Иванович назначен воеводой и наместником в Муроме. Скончался, не оставив потомства.